# Sitting Down Here
Sitting Down Here is een single van de Noorse zangeres Lene Marlin uit 1999. Het is de eerste track op haar debuutalbum Playing My Game uit 1999.

## Achtergrond
Sitting Down Here is geschreven door Lene Marlin en geproduceerd door Hans G en Jørn Dahl. Het nummer is de grootste hit van Marlin. Het nummer was in vrijwel heel Europa in de hitlijsten te vinden. In Scandinavië had het lied het meeste succes, zo bereikte het de tweede plaats in het thuisland van de zangeres, een vierde plaats in Finland en een 18e plaats in Zweden. In Nederland was het te vinden op de vijfde plaats in de Top 40 en de zevende plaats in de Mega Top 100. In België deed het nummer het iets minder goed, met enkel een 31e (Wallonië) en een 44e plaats (Vlaanderen). Mede door het succes van het nummer ervaarde Marlin in de jaren erna mentale problemen. De tekst van het nummer kan ook gelezen worden als een schreeuw naar aandacht. 